# Turkije op de Olympische Winterspelen 1976
Tijdens de Olympische Winterspelen van 1976, die in Innsbruck (Oostenrijk) werden gehouden, nam Turkije voor de zevende keer deel.

## Deelnemers en resultaten

### Alpineskiën
| Olympiër        | Discipline       | Resultaat | Prestatie                        |
| --------------- | ---------------- | --------- | -------------------------------- |
| Ersin Ayrıksa   | reuzenslalom (m) | dnf-1     | opgave run 1                     |
| Ersin Ayrıksa   | slalom (m)       | 37e       | 2.51,78 (+48,49) 1.22,60+1.29,18 |
| Mümtaz Demirhan | afdaling (m)     | 64e       | 2.06,01 (+20,28)                 |
| Mümtaz Demirhan | reuzenslalom (m) | dnf-2     | opgave run 2                     |
| Ahmet Kıbıl     | afdaling (m)     | 63e       | 2.03,74 (+18,01)                 |
| Ahmet Kıbıl     | reuzenslalom (m) | dnf-1     | opgave run 1                     |
| Ahmet Kıbıl     | slalom (m)       | dnf-1     | opgave run 1                     |
| Murat Tosun     | reuzenslalom (m) | dnf-2     | opgave run 2                     |
| Murat Tosun     | slalom (m)       | dnf-1     | opgave run 1                     |

### Langlaufen
| Olympiër                                         | Discipline            | Resultaat | Prestatie                   |
| ------------------------------------------------ | --------------------- | --------- | --------------------------- |
| Şeref Çınar                                      | 15 km (m)             | 70e       | 52.50,67 (+8.52,20)         |
| Sacit Özbey                                      | 15 km (m)             | 66e       | 52.15,41 (+8.16,94)         |
| Yavuz Özbey                                      | 15 km (m)             | 72e       | 55.47,55 (+11.49,08)        |
| Ahmet Ünal                                       | 30 km (m)             | 66e       | 1:51.14,75 (+20.45,37)      |
| Bahri Yılmaz                                     | 15 km (m)             | 64e       | 51.57,08 (+7.58,61)         |
| Bahri Yılmaz                                     | 30 km (m)             | 62e       | 1:45.15,78 (+14.46,40)      |
| Sacit Özbey Bahri Yılmaz Şeref Çınar Yavuz Özbey | 4x10 km estafette (m) | dnf       | opgave (41.14,00 / opgave ) |

Andorra · Argentinië · Australië · België · Bondsrepubliek Duitsland · Bulgarije · Canada · Chili · Duitse Democratische Republiek · Finland · Frankrijk · Griekenland · Groot-Brittannië · Hongarije · IJsland · Iran · Italië · Japan · Joegoslavië · Libanon · Liechtenstein · Nederland · Nieuw-Zeeland · Noorwegen · Oostenrijk · Polen · Roemenië · San Marino · Sovjet-Unie · Spanje · Taiwan · Tsjecho-Slowakije · Turkije · Verenigde Staten · Zuid-Korea · Zweden · Zwitserland